# Chantal Beltman
Chantal Herlindes Juliette Beltman (Slagharen, 25 agosto 1976) è un'ex ciclista su strada olandese.
Si è aggiudicata una frazione del Giro Donne nel 2002, vestendo per un giorno la maglia rosa, e quattro corse che hanno fatto parte della Coppa del mondo di ciclismo su strada femminile, due volte la Rotterdam Tour ed una l'Open de Suède Vargarda e la Ronde van Drenthe.
Considerata una delle atlete di punta della nazionale olandese nel primo decennio del nuovo millennio, ha preso parte a due edizioni dei Giochi olimpici e nel 2000 fu vicecampionessa del mondo a Plouay, dietro la bielorussa Zinaida Stahurskaja.

## Palmarès
- 1996 (Libertas-Technogym, una vittoria)

Ronde rond het Ronostrand
- 1998 (The Greenery, una vittoria)

1ª tappa Ster Zeeuwsche Eilanden
- 1999 (Rabobank, una vittoria)

8ª tappa Tour de l'Aude
- 2000 (Rabobank, due vittorie)

Rotterdam Tour
Wieler Revue Klimcriterium
- 2001 (Rabobank, due tappe)

Prologo Tour de Bretagne
5ª tappa Women's Challenge
- 2002 (Acca Due O, una vittoria)

Prologo Giro Donne
- 2003 (Acca Due O, due vittorie)

Rotterdam Tour
1ª tappa Thüringen Rundfahrt
- 2004 (Ondernemers Van Nature, quattro vittorie)

Omloop van Borsele
Parel van de Veluwe - Memorial Connie Meyer Trofee
Classifica generale Ster van Walcheren
1ª tappa Krasna Lipa Tour Féminine - Czech Tour
- 2005 (Vrienden van het Platteland, una vittoria)

2ª tappa Ster Zeeuwsche Eilanden (Middelburg > Domburg)
- 2006 (Vrienden van het Platteland, )

Open de Suède Vargarda
- 2007 (T-Mobile, due vittorie)

Grand Prix Gerrie Knetemann
Flèche Hesbignonne - Cras-Avernas
- 2008 (Columbia-High Road, due vittorie)

Ronde van Drenthe
Liberty Classic

### Altri successi
- 1996 (Libertas-Technogym, una vittoria)

Omloop van Ter Aar (criterium)
- 1999 (Rabobank, una vittoria)

Berkelse Wielerdag (criterium)
- 2000 (Rabobank, una vittoria)

Kaatsheuvel (criterium)
- 2001 (Rabobank, una vittoria)

Honselersdijk (criterium)
- 2003 (Acca Due O, due vittorie)

Steenwijk (criterium)
Gouden Pijl (criterium)
- 2004 (Ondernemers Van Nature, tre vittorie)

Gouden Pijl (criterium)
- 2005 (Vrienden van het Platteland, una vittoria)

Rijssen (criterium)
- 2006 (Vrienden van het Platteland, una vittoria)

1ª tappa Giro della Toscana Femminile-Memorial Michela Fanini (Viareggio > Viareggio, cronosquadre)
- 2008 (Columbia-High Road, una vittoria)

1ª tappa Giro della Toscana Femminile-Memorial Michela Fanini (Viareggio > Viareggio, cronosquadre)
- 2009 (Columbia-High Road, una vittoria)

Profronde van Almelo (criterium)

## Piazzamenti

### Grandi Giri
- Giro Donne

2002: 13ª
2003: 47ª
2007: 17ª
2008: 69ª
2009: 81ª
- Grande Boucle

1999: 40ª
2000: 27ª
2001: 24ª
2002: 37ª

### Competizioni mondiali
- Campionati del mondo su strada

Agrigento 1994 - In linea Under-19: 9ª
San Sebastián 1997 - Cronometro: 32ª
Valkenburg 1998 - In linea: 53ª
Verona 1999 - Cronometro: 29ª
Verona 1999 - In linea: 17
Plouay 2000 - In linea: 2ª
Lisbona 2001 - In linea: 34ª
Zolder 2002 - In linea: 37ª
Verona 2004 - In linea: 30ª
Madrid 2005 - In linea: 5ª
Salisburgo 2006 - In linea: 13ª
Stoccarda 2007 - In linea: 20ª
Varese 2008 - In linea: 12ª
- Giochi olimpici

Sydney 2000 - In linea: 37ª
Pechino 2008 - In linea: 47ª
- Coppa del mondo

1999: 7ª
2001: 19ª
2002: 23ª
2003: 12ª
2007: 14ª
2008: 6ª
2009: 34ª

### Competizioni europee
- Campionati europei

Uppsala 1998 - In linea Under-23: 4ª